# 마이클 맥마너스
마이클 맥마너스(Michael McManus, 1946년 1월 26일 ~ )는 미국의 배우이다.
미니애폴리스에서 태어났다.

## 출연 작품
- 마피아 (1998년)
- 아버지의 비밀 (1994년)
- 못말리는 람보 (1993년)
- 형사 콜롬보 - 장군의 불륜 (1989년)
- 파라다이스 (1988년)
- 폴리스 아카데미 4 - 시민 순찰대 (1987년)
- 성공 전선 이상 없다 (1986, Head Office)
- 공포의 눈동자 (1982년)
- 폴터가이스트 (1982년) - 벤 투틸 역
- 몬스터 가족 (1981년)
- 월드 그레이티스트 러버 (1977년)

### 텔레비전
- SOS 해상 구조대 (1989년)